# Mnais tenuis
Mnais tenuis – gatunek ważki z rodziny świteziankowatych (Calopterygidae). Występuje na Tajwanie i w Chinach, gdzie jest szeroko rozprzestrzeniony.
Gatunek ten opisał w 1913 roku K. Oguma w oparciu o okazy (4 samce i 2 samice) zebrane na Tajwanie przez prof. Matsumurę. Steinmann (1997) podaje jako miejsce typowe Japonię; ta nieścisłość wynika z tego, że Tajwan znajdował się wówczas pod władaniem Japonii. Dawniej niektórzy autorzy uznawali ten takson za podgatunek Mnais andersoni.